# Allons chanter avec Mickey
 (août 2019).
Si vous disposez d'ouvrages ou d'articles de référence ou si vous connaissez des sites web de qualité traitant du thème abordé ici, merci de compléter l'article en donnant les références utiles à sa vérifiabilité et en les liant à la section « Notes et références ».
Pistes de Voulez-vous danser grand-mère ?
Adieu les jolis foulards
Allons chanter avec Mickey est le nom d'une chanson enfantine française de Chantal Goya, écrite par Jean-Jacques Debout en 1977 et mettant en scène la souris Mickey Mouse de Walt Disney.
La chanson est sortie en single en double face A, avec la reprise de Voulez-vous danser grand-mère ?. Il s'agit de la plus grosse vente de 45 tours de la chanteuse, avec plus de 800 000 exemplaires écoulés.